# Jose Abad Santos, Davao Occidental

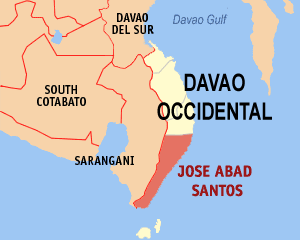
Bản đồ của Davao del Sur với vị trí của Jose Abad Santos

Jose Abad Santos là một đô thị hạng 1 ở tỉnh Davao Occidental, Philippines. Theo điều tra dân số năm 2000, đô thị này có dân số 57.147 người trong 11.259 hộ.

## Các đơn vị hành chính
Jose Abad Santos được chia thành 26 barangay.
| - Buguis - Balangonan - Bukid - Butuan - Butulan - Caburan Big - Caburan Small (Pob.) - Camalian - Carahayan - Cayaponga - Culaman - Kalbay - Kitayo | - Magulibas - Malalan - Mangile - Marabatuan - Meybio - Molmol - Nuing - Patulang - Quiapo - San Isidro - Sugal - Tabayon - Tanuman |